# Bowie (Maryland)
Bowie és una població dels Estats Units a l'estat de Maryland. Segons el cens del 2000 tenia 50.269 habitants.

## Demografia
Segons el cens del 2000, Bowie tenia 50.269 habitants, 18.188 habitatges, i 13.568 famílies. La densitat de població era de 1.205,5 habitants per km².
Dels 18.188 habitatges en un 37,7% hi vivien nens de menys de 18 anys, en un 60% hi vivien parelles casades, en un 11% dones solteres, i en un 25,4% no eren unitats familiars. En el 19,7% dels habitatges hi vivien persones soles el 5,2% de les quals corresponia a persones de 65 anys o més que vivien soles. El nombre mitjà de persones vivint en cada habitatge era de 2,74 i el nombre mitjà de persones que vivien en cada família era de 3,16.
Per edats la població es repartia de la següent manera: un 26,9% tenia menys de 18 anys, un 5,7% entre 18 i 24, un 34,9% entre 25 i 44, un 23% de 45 a 60 i un 9,4% 65 anys o més.
L'edat mediana era de 36 anys. Per cada 100 dones de 18 o més anys hi havia 87,3 homes.
La renda mediana per habitatge era de 76.778$ i la renda mediana per família de 82.403$. Els homes tenien una renda mediana de 52.284$ mentre que les dones 40.471$. La renda per capita de la població era de 30.703$. Entorn del 0,7% de les famílies i l'1,6% de la població estaven per davall del llindar de pobresa.

## Poblacions més properes
El següent diagrama mostra les poblacions més properes.